# Stipitocyphella keniensis
Stipitocyphella keniensis är en svampart som beskrevs av G. Kost 1998. Stipitocyphella keniensis ingår i släktet Stipitocyphella och familjen Marasmiaceae.   Inga underarter finns listade i Catalogue of Life.